# Ley Federal del Trabajo (México)
La Ley Federal del Trabajo de 1970 es la máxima ley de derecho laboral en México y solo está por encima de ella la Constitución Política, en la cual se consagró el derecho al trabajo en su artículo 123. Aunque el derecho y la protección del trabajo están presentes en dicha Constitución desde su promulgación en 1917, fue hasta el 18 de agosto de 1931 que se entregó al Ejecutivo la Ley Federal del Trabajo y se publicó en el Diario Oficial del 28 de agosto de 1931, entrando en vigencia a partir de su publicación. Esta Ley fue abrogada al entrar en vigor la ley actual: a partir del 1 de mayo de 1970, con excepción de los artículos 75 y 87 que entraron en vigor el día 1 de julio de 1970, y el artículo 80 que entró en vigor el día 1 de septiembre de 1970.

## Antecedentes

### Colonia
México no tenía ninguna ley o código de derecho laboral durante la época prehispánica o durante la colonia; las únicas leyes que existieron en el pasado con alguna referencia al trabajo fueron las Leyes de indias que fueron puestas en vigor por Carlos II en 1680.

### Reforma
El código napoleónico influyó después del triunfo de la república en 1870 para que Benito Juárez promulgara un código civil en este año con referencias al trabajo también y más adelante en 1884 bajo el gobierno de Manuel González se establecieron por primera vez regulaciones para el trabajo de servicio doméstico, el trabajo de jornaleros, a destajo o a precio alzado, el servicio de porteadores y alquiladores y el de aprendizaje bajo la condición esencial de ser contratos civiles celebrados en términos de igualdad, pero que estaban aún lejos de evocar la justicia social.

### SigloXX
Es hasta el siglo XX que surgen las primeras leyes laborales impulsadas por los gobernadores Vicente Villada en 1904 en el estado de Veracruz y Bernardo Reyes en 1906 en el estado de Nuevo León, estas primeras leyes se enfocaban exclusivamente en la legislación referente a los accidentes de trabajo.
La revolución mexicana trajo consigo la generación de diversas leyes en materia laboral por diversos estados de la república con una enorme influencia del Partido Liberal Mexicano que era encabezado por los hermanos Flores Magón quienes siempre hicieron patentes sus preocupaciones sociales. En esta época se publicaron leyes laborales en los estados de Jalisco, Veracruz, el Distrito Federal y Yucatán.

### Nacimiento del artículo 123 constitucional en 1917
El derecho laboral en México nació con la Constitución Política promulgada el 5 de febrero de 1917 en la cual se consagró el derecho al trabajo en su artículo 123. Un año después el Congreso del Estado de Veracruz publicó su propia Ley del trabajo que sirvió como base para elaborar la Ley Federal del trabajo de 1931. Esta ley fue el principal antecedente de la actual Ley Federal del Trabajo.

### Ley de 1931
El 28 de agosto de 1931 fue publicada la primera Ley Federal del Trabajo conformada por 685 artículos que derogó todas las leyes y decretos expedidos anteriormente en materia laboral.

### Ley de 1970
La primera ley de 1931 fue derogada el 1 de mayo de 1970 al entrar en vigor la ley actual, la cual inicialmente sufrió pocas modificaciones sustanciales a pesar de varios intentos de los legisladores que son los encargados de modificarlas. Se alcanzó una reforma de la ley hasta finales del año 2012. En 2019 se publicó en el Diario Oficial de la Federación la reforma por la cual se modifica el procedimiento laboral, así como la creación de Tribunales Laborales pertenecientes a los Poderes Judiciales locales y Federal.
Así nace la Ley Federal del Trabajo.